# بول زاميت
بول زاميت (بالإنجليزية: Paul Zammit)‏ (21 أغسطس 1969 بمالطا - ) هو مدرب كرة قدم ولاعب كرة قدم مالطي في مركز الهجوم. شارك مع منتخب مالطا تحت 21 سنة لكرة القدم. أما مع النوادي، فقد لعب مع نادي فاليتا ونادي هيبرنيانز وهامرون سبارتانز ونادي موستا ‏ وRabat Ajax F.C. ‏.